# Ophthalmitis juglandaria
Ophthalmitis juglandaria là một loài bướm đêm trong họ Geometridae.